# Mount St. Augustine
Der Mount St. Augustine ist ein 1.220 Meter hoher, aktiver Vulkan in den Chigmit Mountains der Aleutenkette auf Augustine Island, einer unbewohnten Vulkaninsel vor der Südküste Alaskas in der Einfahrt des Cook Inlet 284 km südwestlich von Anchorage.

## Beschreibung
Der Mount St. Augustine besteht aus mehreren überlappenden Lavadomen und ist der aktivste Vulkan der Aleuten.
Die Flanken sind bedeckt von Asche und Ablagerungen der vielen pyroklastischen Ströme. Die ältesten datierten Ablagerungen sind 40.000 Jahre alt. Mindestens elf große Gesteinsabbrüche haben in den vergangenen 1800 bis 2000 Jahren die Küste erreicht.

## Eruptionen
Historische Eruptionen waren meist explosiv und führten zu pyroklastischen Strömen. Große Ausbrüche sind aus folgenden Jahren bekannt:
- etwa 1650, 1812, Oktober 1883, 13. März bis 18. August 1935,
- 11. Oktober 1963 bis 19. August 1964,
- 7. bis 18. Oktober 1971,
- Januar 1976 bis Mai 1977 (Ausstoß von 65 Mio. m³ Lava sowie 150 Mio. m³ Tephra),
- 27. März bis 31. August 1986 (Ausstoß von 100 Mio. m³ Tephra),
- 11. Januar bis April 2006 (explosive Eruptionen mit schwachen Beben, pyroklastischen Strömen, phreatischen Explosionen, Lavaströmen und Lahars. – 30 Mio. m³ pro Eruption, bis 15 km Höhe).[1]

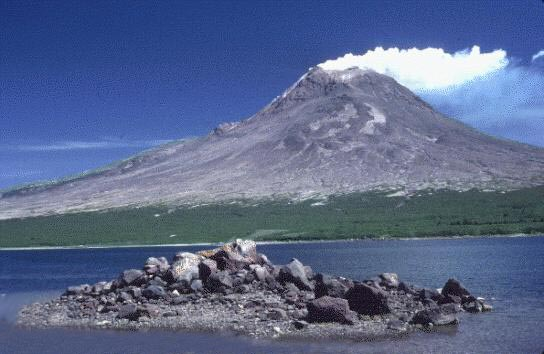
Mount St. Augustine (1986)
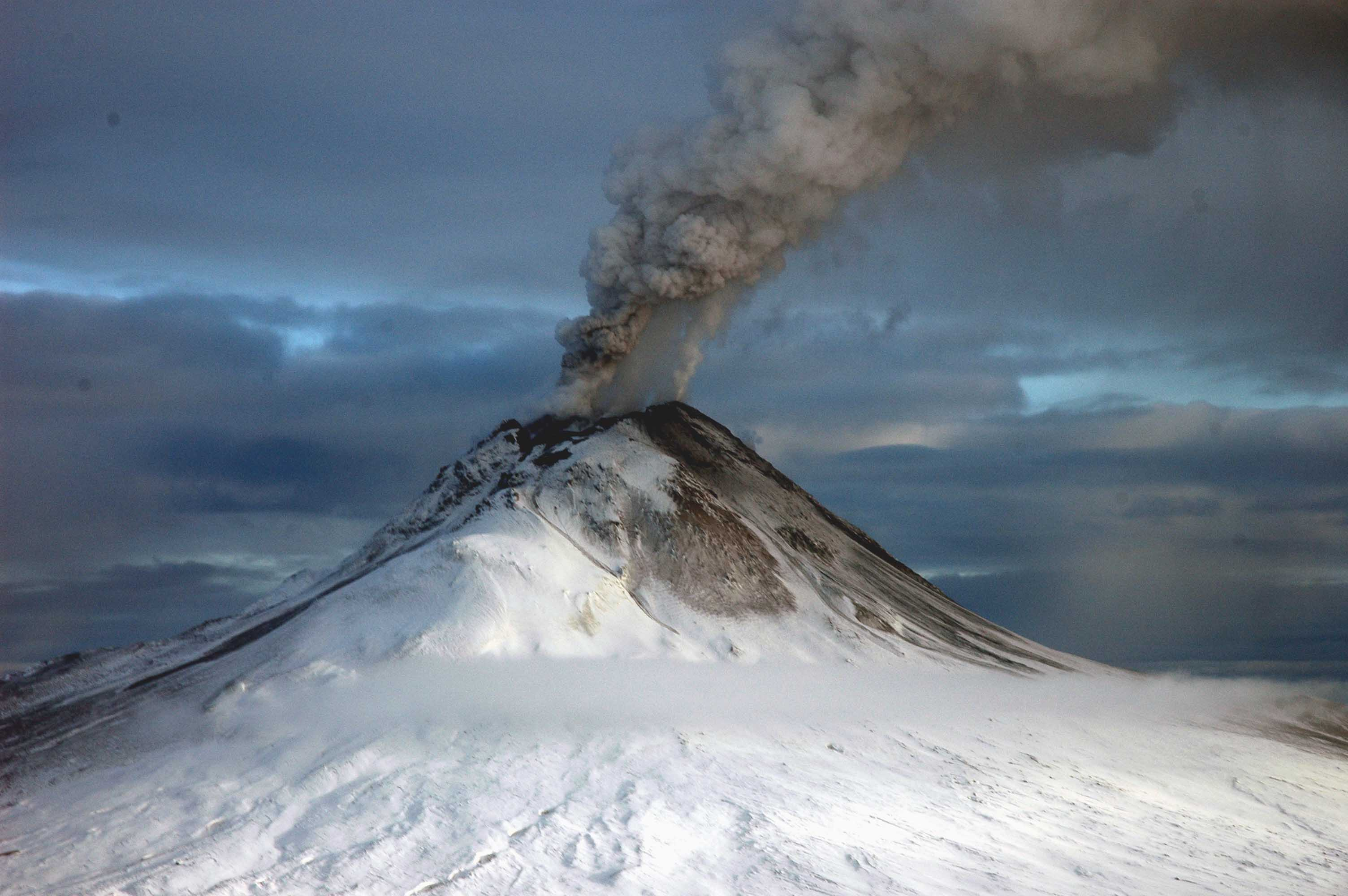
Mount St. Augustine (12. Januar 2006)
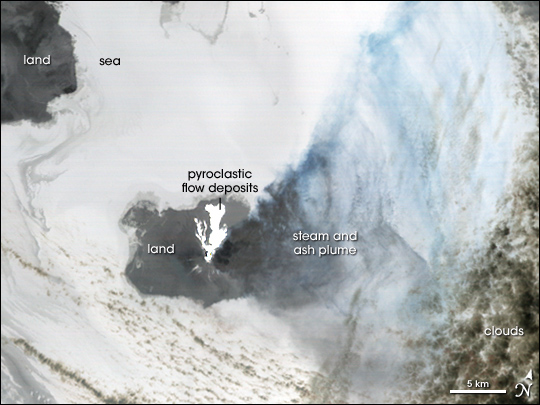
Satellitenbild des Mount St. Augustine